# Vila do Corvo
Vila do Corvo é uma vila portuguesa na Ilha do Corvo, na Região Autónoma dos Açores, sede do município do Corvo que tem 17,13 km² de área e 430 habitantes (2011).
É a vila mais pequena da região autónoma e do país. Única povoação da ilha, constitui-se num aglomerado de casas baixas com ruas estreitas e tortuosas que sobem as encostas, conhecidas localmente por "canadas". A superfície do município corresponde a toda a ilha. O município mais próximo é o de Santa Cruz das Flores, na vizinha ilha das Flores, tornando Vila do Corvo o local habitado mais isolado do país.
O Município do Corvo é constituído por uma única freguesia, a Freguesia do Corvo, desempenhando a Câmara Municipal as funções de Junta de Freguesia sendo este um dos sete casos em Portugal em que o município é constituído por apenas uma freguesia, tendo freguesia e município o mesmo território e população.

## Vila do Corvo ou Vila Nova do Corvo?
Desconhece-se o porquê, quando ou quem iniciou a confusão acerca da correta denominação da vila. Alguns estudiosos entendem que o "Nova" foi um adjetivo introduzido pelos florentinos talvez porque o título de vila tenha sido atribuído a Vila do Corvo e depois retirado. A povoação foi elevada a vila por Decreto de 20 de junho de 1832, por proposta de Mouzinho da Silveira, sancionada por D. Pedro, duque de Bragança, na mesma data:
"Relatório
Senhor! Vossa Magestade fez à ilha do Corvo um bem considerável, e os seus habitantes ficaram cheios de entusiasmo; e no Decreto de 16 de Maio último, Vossa Majestade Imperial estabeleceu um sistema de administração que seria incompatível coma sujeição daqueles habitantes à administração das ilha das Flores.
O mar os separou, e eles devem por isso ter o seu regímen separado; e muito grande número de vilas do Reino são menos consideráveis que a povoação da ilha do Corvo, que me parece ser erigida em vila para ficar sendo uma das que previu aquele decreto.
Por isso proponho a Vossa Majestade o decreto seguinte.
(a) José Xavier Mouzinho da Silveira
Ponta Delgada,
20 de Junho de 1832
Decreto
Tomando em consideração o Relatório do Ministro e Secretário d'Estado dos Negócios do Reino hei por bem em nome da Rainha o seguinte:
N.a Sr.a Dos Milagres - Fica elevada à categoria de Vila, e terá Câmara Municipal Independente. O seu nome será o seguinte: Vila do Corvo.
O Ministro e Secretário de Estado do Reino assim o tenha entendido e faça executar.
(a) José Xavier Mouzinho da Silveira
(a) D. Pedro Duque de Bragança
Paço em Ponta Delgada,
20 de Junho de 1832"

## Património

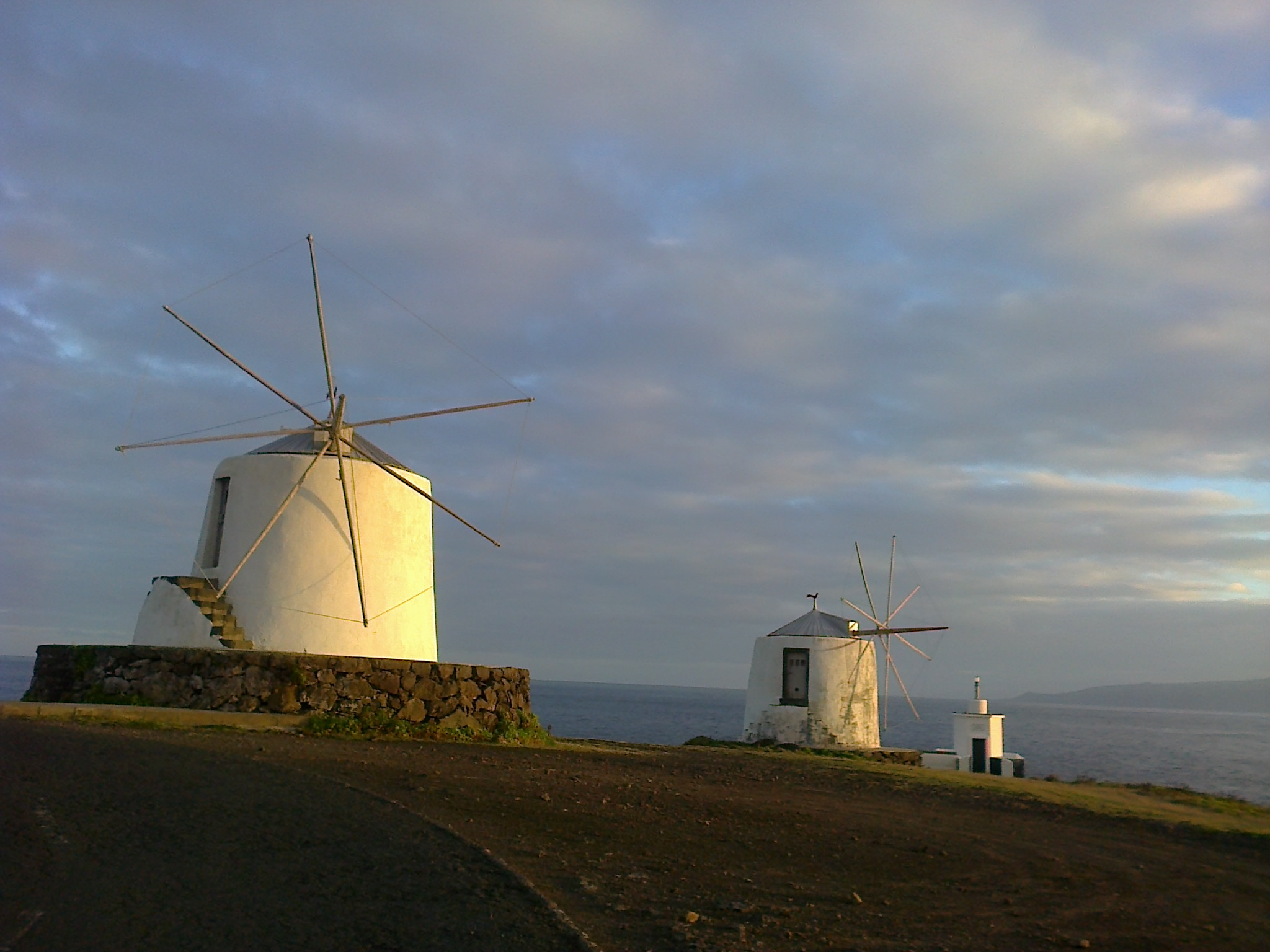
Moinhos em Vila do Corvo

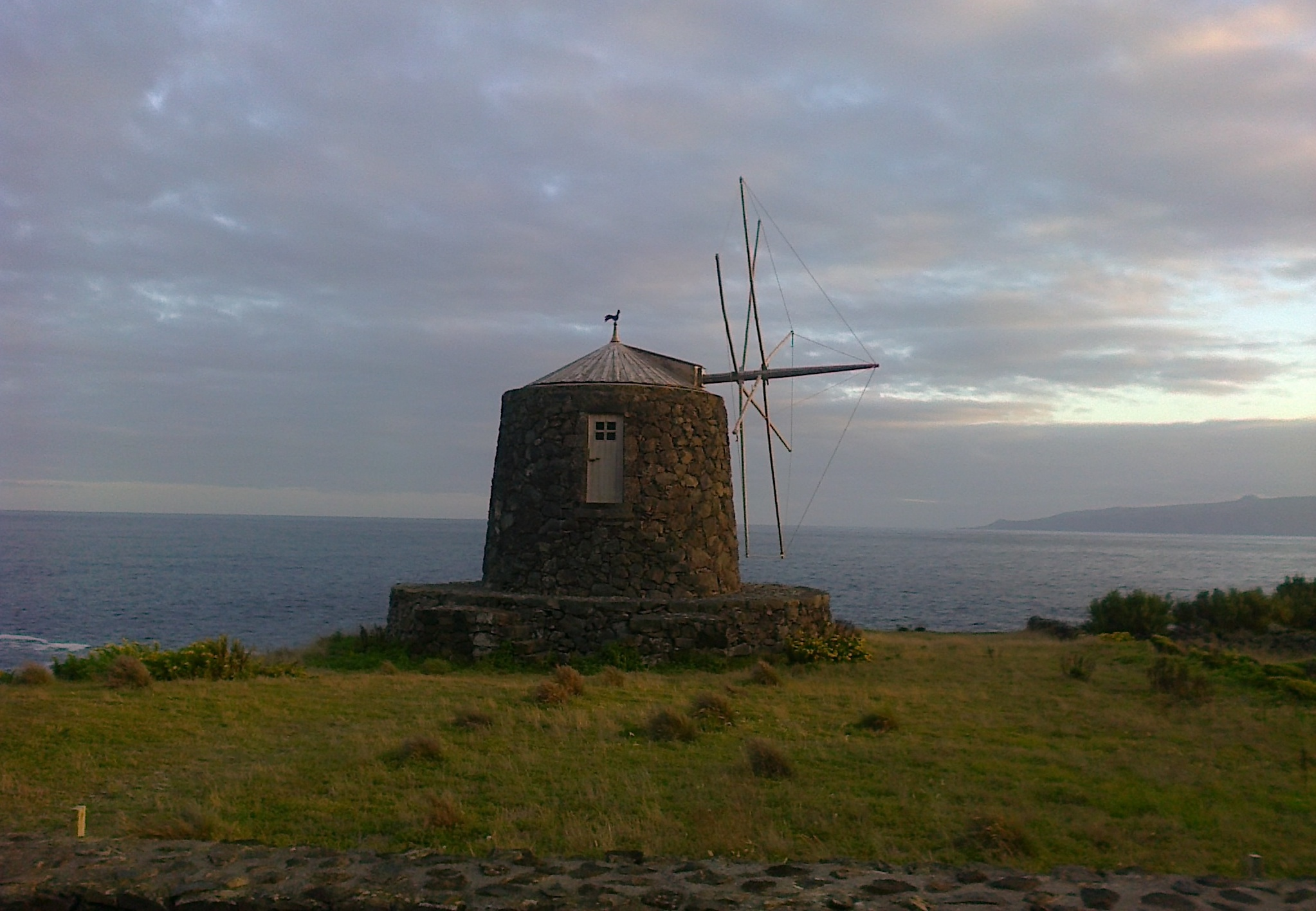
Moinho em Vila do Corvo

Com relação ao património arquitetónico destaca-se a Igreja de Nossa Senhora dos Milagres, edificada em 1795, que substituiu a primitiva ermida. Em seu interior pode ser admirada a estátua da padroeira, obra flamenga do século XVI da escola de Malines, um Cristo em marfim, e uma imagem em madeira de Nossa Senhora da Conceição, entre várias outras.
Também é digna de nota o Império do Espírito Santo da Vila do Corvo, no Largo do Outeiro, fundado em 1871, com a traça simétrica típica das Casas do Espírito Santo das ilhas das Flores e Corvo.
Junto ao aeródromo erguem-se os moinhos de vento típicos do Corvo, classificados como imóveis de interesse municipal. Dos cerca de 7 moinhos que existiram na ilha, apenas 3 se mantêm em funcionamento, embora já não sejam utilizados para o fim para o qual foram construídos.
O casario da vila constituiu um verdadeiro museu vivo, também classificado como conjunto de interesse público, onde as pessoas mais velhas preservam no falar expressões arcaicas únicas, testemunho de uma evolução linguística muito própria.
Em duas casas tradicionais, recuperadas para o efeito, encontra-se instalado, desde 2007, o Ecomuseu do Corvo, um moderno centro interpretativo cultural e ambiental acerca da ilha, com espaço museológico e galeria para exposições temporárias.
Em termos de património natural, destaca-se o Miradouro do Pão de Açúcar localizado na elevação do Pão de Açúcar. O troço ascendente da estrada que conduz ao interior da ilha também proporciona vistas de grande beleza sobre a vila, a fajã onde ela se situa, e a vizinha ilha das Flores.

## Povoamento, demografia e política

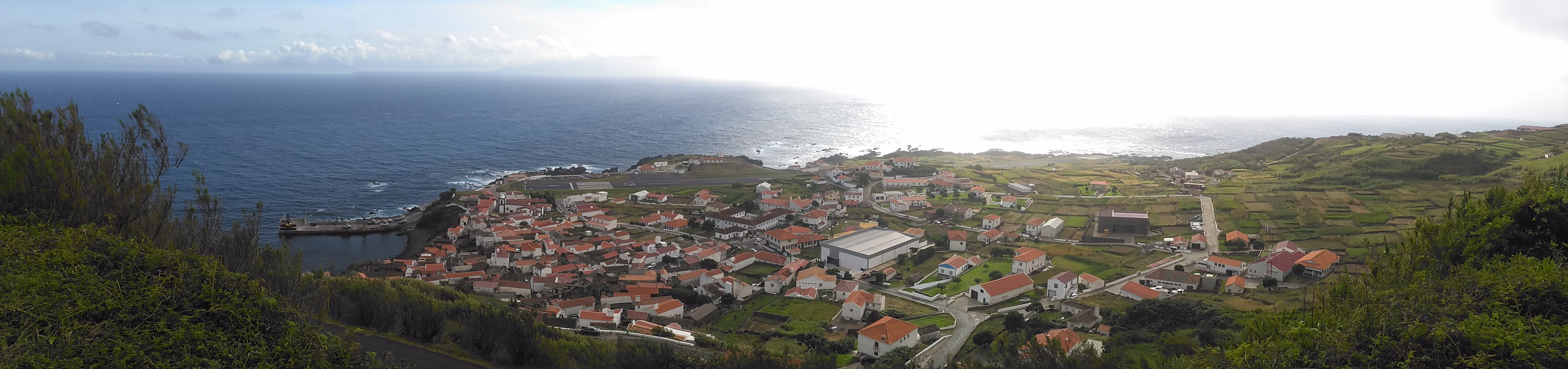
Vila do Corvoː vista panorâmica.

A ilha do Corvo apresenta uma estrutura de povoamento muito diferente das restantes ilhas açorianas, apenas tendo paralelo no lugar da Ponta Ruiva e nalguns pequenos povoados da costa oeste da ilha das Flores. Em vez do tradicional povoamento ao longo de vias de comunicação, numa estrutura dispersa mas orientada, a Vila do Corvo anichou-se sobre a falésia que delimita o Porto da Casa, assumindo uma estrutura de grande densidade habitacional, assente sobre pequenas vielas, mais característica dos povoados medievais, do que do povoamento renascentista do Novo Mundo.
Note-se que para oeste do eixo que viário que do Porto passa no Jogo da Bola apenas existem edificações recentes, a vasta maioria do último quartel do século XX. Esta preferência por um povoamento de grande densidade, que obrigou homens e animais (porcos e galinhas) a partilharem o mesmo espaço, sem ao menos deixar terreno para as tradicionais hortas e quintais, parece determinado por duas condicionantes: a exiguidade do terreno e a sua propriedade (o que explica pouco, já que para oeste da vila existia amplo espaço); e factores de ordem cultural e de procura de abrigo comum num ambiente varrido pelos ventos, o que explica a semelhança com a Ponta Ruiva, embora alguns autores também afirmem que foi uma forma de protecção contra os piratas, visto que as ruas estreitas eram de mais fácil defesa.
Qualquer que sejam os factores determinantes, a Vila do Corvo apresenta todas as características de um povoado de montanha, ainda que construído à beira-mar, e uma estrutura urbana que aponta mais para o norte de África do que para a Europa da Renascença.
A evolução demográfica da ilha do Corvo foi a seguinte:
| Evolução da população da ilha do Corvo | Evolução da população da ilha do Corvo | Evolução da população da ilha do Corvo | Evolução da população da ilha do Corvo | Evolução da população da ilha do Corvo | Evolução da população da ilha do Corvo | Evolução da população da ilha do Corvo | Evolução da população da ilha do Corvo | Evolução da população da ilha do Corvo | Evolução da população da ilha do Corvo | Evolução da população da ilha do Corvo | Evolução da população da ilha do Corvo | Evolução da população da ilha do Corvo | Evolução da população da ilha do Corvo | Evolução da população da ilha do Corvo | Evolução da população da ilha do Corvo |
|                                        | 1864                                   | 1878                                   | 1890                                   | 1900                                   | 1911                                   | 1920                                   | 1930                                   | 1940                                   | 1950                                   | 1960                                   | 1970                                   | 1981                                   | 1991                                   | 2001                                   | 2011                                   |
| -------------------------------------- | -------------------------------------- | -------------------------------------- | -------------------------------------- | -------------------------------------- | -------------------------------------- | -------------------------------------- | -------------------------------------- | -------------------------------------- | -------------------------------------- | -------------------------------------- | -------------------------------------- | -------------------------------------- | -------------------------------------- | -------------------------------------- | -------------------------------------- |
| Vila do Corvo                          | 883                                    | 880                                    | 806                                    | 808                                    | 746                                    | 661                                    | 676                                    | 691                                    | 728                                    | 681                                    | 485                                    | 370                                    | 393                                    | 425                                    | 430                                    |

- Fonte: DREPA (Aspectos demográficos - Açores 1978) e Serviço Regional de Estatística dos Açores (SREA).

Ao longo dos últimos dois séculos a evolução da população do Corvo apresenta períodos distintos, essencialmento fruto das políticas de imigração dos Estados Unidos:
- 1800-1920 — Durante este período a população decresceu paulatinamente, passando dos quase 900 habitantes de 1864 até aos 661 de 1920, resultado da forte corrente migratória para os Estados Unidos, ligada à baleação da Nova Inglaterra, em cuja órbita a ilha se encontrava desde finais do século XVIII. Esta corrente migratória foi na maior parte constituída por jovens emigrantes clandestinos, resultado da política de restrição à emigração e de verdadeiro cerco para o recrutamento militar, que se mantinha mesmo quando a fome grassava devido à sobrepopulação da ilha. Apesar de ter sido uma constante durante todo o século XIX, a proibição da emigração não tinha na ilha quem a fizesse cumprir. A taxa de decréscimo da população neste período foi lenta, resultado do grande saldo fisiológico que compensava a emigração.
- 1920-1950 — A Primeira Guerra Mundial e depois a Grande Depressão da década de 1930, levaram ao estancar da corrente migratória, particularmente quando os Estados Unidos adoptaram  o Johnson-Reed Act, fixando quotas que excluíam quase totalmente os cidadãos portugueses, restrição que se prolongou até depois da Segunda Guerra Mundial. Neste período, a paragem da emigração para a América, levou a um novo crescimento da população: em três décadas o número de corvinos subiu dos 661 para 728 em 1950, tendo sido ultrapassado em meados da década de 1950 os 800 residentes.
- 1950-1980 — Nas décadas de 1950 e 1960 a crescente pobreza, a que se veio juntar o endurecimento do recrutamento militar, consequência do dealbar da Guerra Colonial, criaram uma grande pressão demográfica, que encontrou novamente escape para os Estados Unidos em consequência da aprovação do Kennedy-Pastore Act.[5] O resultado foi o rápido declínio da população da ilha, que em 1981 atingia o seu mínimo dos últimos três séculos, com apenas 370 residentes.
- 1980- .... — A partir de meados da década de 1980, a tendência para o declínio inverteu-se, e a população voltou a crescer significativamente, o que diferencia o Corvo das restantes ilhas. A explicação para esta discrepância está na desproporcionada despesa pública na ilha, em particular a geração artificial de mais de meia centena de empregos pelo Município (que apesar de financiado pelo escalão mínimo da Lei das Finanças Locais, ainda assim recebe uma capitação desproporcionadamente grande face à exiguidade da população residente), e pela Escola Básica Integrada Mouzinho da Silveira, que com pouco mais de 40 alunos gerou uma quinzena de empregos entre docentes e funcionários de apoio. Com o investimento público a continuar alto, com a criação de mais empregos no Lar de Idosos e na estrutura de apoio social, é de esperar que a população cresça ao longo das próximas décadas.

O concelho do Corvo conta com 350 eleitores inscritos (Autárquicas 2005). Apenas votaram 287 eleitores, ou seja, 82% dos inscritos.

### Sociedade Filarmónica Lira Corvense
A Sociedade Filarmónica Lira Corvense, é a única filarmónica que existe no Corvo, foi constituída a 4 de Novembro de 1938, começando a sua actividade a partir de Setembro do ano seguinte, 1939, a fazer actuações fora da Ilha, com deslocações frequentes principalmente à ilha das Flores, sua vizinha.
Esta filarmónica deste que foi constituída teve vários momentos de dificuldade na sua história, chegando mesmo a ver a sua actividade suspensa principalmente durante a década de 1950 a 1960 devido ao enorme surto de emigração que aconteceu para os Estados Unidos e para o Canadá, aliado o um Serviço Militar Obrigatório, imposto pela ditadura de Oliveira Salazar durante a Guerra Colonial Portuguesa, que levava para combater nas colónias grandes parte da juventude portuguesa, que afastava assim da ilha grande parte da juventude da ilha.
O grande impulso de desenvolvimento desta filarmónica aconteceu com a Autonomia do arquipélago dos Açores quando muitos benefícios económicos foram dados às filarmónicas por diferentes ilhas como forma de apoiar a cultura.
Assim os corvinos agarraram a oportunidade e não só reconstituíram a filarmónica, como criaram uma escola de música e deram início à compra de novos instrumentos.
Foi em 1991 que se deu a grande reactivação da “Filarmónica Lira Corvense”. Foi neste ano que se criaram os estatutos próprios e se fez a eleição de uma Direcção.
Para este “ressurgir” da Filarmónica Lira Corvense muito também contribuiu a própria Câmara Municipal de Vila do Corvo com a sua colaboração quer a nível financeiro como logístico que chegou mesmo à cedência de uma sede.
Esta filarmónica apesar de não ter maestro próprio, costuma receber com alguma frequência maestros vindos de várias ilhas dos Açores e mesmo de diferentes partes do mundo. A exemplo disso são: o maestro Coelho da Silva, o maestro Manuel Tavares Pereira, o maestro  José Amorim de Carvalho e o maestro ucraniano Valentim Mikos Yuri Pavtchinsky e recentemente o seu filho o maestro Vladimir Pavtchinsky.
A Filarmónica Lira Corvense, é composta actualmente 26 músicos, na sua grande maioria jovens. As actuações desta filarmónica tem sido destinadas principalmente a abrilhantar festas religiosas e profanas, bem como na apresentação de cumprimentos e em recepções a diversas individualidades que fazem a sua deslocação à ilha do Corvo.
Depois da sua reactivação, as deslocações para fora da ilha tiveram início como uma deslocação à vizinha ilha Flores e em Agosto de 1997 com uma deslocação a Fall River, Estados Unidos, por ocasião das festas do Divino Espírito Santo, onde actuou para as comunidades portuguesas. Nesta deslocação teve como maestro e trompetista o Ucraniano Yuri Pavtchinsky.

## Transportes e comunicações
Durante o Inverno, as ligações marítimas, apesar de regulares, são fortemente condicionadas pelo estado do mar e pelo vento, uma vez que o Porto da Casa, um pequeno molhe que serve a ilha, não fornece abrigo que permita a operação com tempo adverso. Durante o Verão, chega a haver várias ligações por dia, graças a barcos rápidos que fazem o trajecto entre o Corvo e Santa Cruz das Flores em cerca de 30 minutos.
As ligações aéreas são asseguradas pela transportadora aérea regional - a SATA - através do Aeródromo do Corvo, na vila.